# Чжао Юаньжэнь
Чжао Юаньжэнь (кит. трад. 趙元任, упр. 赵元任, пиньинь Zhào Yuánrèn; 3 ноября 1892, Тяньцзинь — 25 февраля 1982, Кембридж, Массачусетс) — китайско-американский лингвист. Полиглот. Его называют родоначальником современного китайского языкознания.

## Биография
В 1910 году отправился в США для изучения математики и физики в Корнеллском университете, где его однокурсником был друг Ху Ши, лидер нового культурного движения.
Окончил Корнеллский университет со степенью бакалавра. Получил диплом доктора философии в Гарвардском университете в 1918 году, защитив диссертацию на тему «Преемственность: изучение методологии».
Преподавал в Университете Цинхуа. Личный переводчик Бертрана Рассела во время его поездки в Китай в 1920 году.
В 1938 году эмигрировал в США, где в 1954 году получил гражданство. В 1947—1960 годы преподавал в Калифорнийском университете в Беркли, с 1952 года именной профессор восточных языков. Членкор Британской академии (1973).
Женат с 1920 года на Ян Бувэй (1889—1981), которая была одним из первых профессиональных докторов-женщин в Китае. Для кулинарной книги жены (США, 1945) составил текст, в котором фактически изобрёл англоязычную терминологию для восточноазиатской кухни (напр., термин «стир-фрай»).
Автор получившего известность стихотворения на классическом китайском языке «Ши Ши ши ши ши». Среди прочих его заслуг: перевод на китайский язык «Алисы в стране чудес» Льюиса Кэрролла, создание одной из систем латинизации китайского языка, написание учебников для трёх наиболее распространённых диалектов китайского — мандарина, кантонского и ву (шанхайского).

### Избранные произведения
Chao, Yuen Ren. Language and Symbolic Systems. Cambridge: At the University Press, 1968.